# Urmein
Urmein (rätoromanska Urmagn) är en ort och kommun i regionen Viamala i kantonen Graubünden, Schweiz. Kommunen har 163 invånare (2023) och består dels av den välbevarade huvudbyn Urmein, dels den med fritidshus bebyggda byn Oberurmein, högt belägna i bergen väster om floden Hinterrhein, en knapp mils körväg från regionhuvudorten Thusis.

## Språk
Det inhemska språket i regionen var förr sutselvisk rätoromanska. Under första halvan av 1800-talet skedde dock ett språkskifte till tyska, genom inflytande från främst det intilliggande Tschappina, som germaniserades redan på 1300-talet.

## Religion
Urmein reformerades på 1530-talet. 1722 stod den nuvarande kyrkan färdig. Den katolska minoriteten söker kyrka i Thusis. 

## Utbildning
Låg- och mellanstadieeleverna går i skolan i den lägre belägna grannkommunen Flerden, medan högstadieeleverna går i Thusis nere i dalbottnen.

## Arbetsliv
En tredjedel av de förvärvsarbetande pendlar ut från kommunen, främst då till Thusis.